# Alfred Loretto
Vous pouvez aider à l'améliorer ou bien discuter des problèmes sur sa page de discussion.
- Son admissibilité est à vérifier. Vous êtes invité à le compléter pour expliciter son admissibilité, en y apportant des sources secondaires de qualité. (Marqué depuis mai 2025)
- Son introduction est soit absente, soit non conforme aux conventions de Wikipédia. (Marqué depuis mai 2025)

Alfred Loretto était un acteur dont on sait peu de choses.

## Filmographie
- 1928 : The Insurmountable (en)
- 1928 : Polizeibericht Überfall
- 1929 : Le Navire des hommes perdus
- 1929 : La Femme sur la Lune
- 1931 : Les Amours de minuit